# 2005 في الصومال
فيما يلي قائمة بالأحداث التي وقعت خلال عام 2005 في الصومال.

## السياسة
- الرئيس: عبدالله يوسف احمد
- رئيس الوزراء: علي محمد جيدي

## الأحداث

### يناير
- 13 يناير - وافق البرلمان الصومالي الانتقالي في كينيا على الحكومة التي شكلها رئيس الوزراء علي محمد جيدي، بعد رفضهم المصادقة على الحكومة التي شكلها قبل ذلك بأربعة أسابيع. [1]
- 20 يناير - الحكومة الإيطالية تدين تدمير مقبرة إيطالية في مقديشو خلال تمهيد الميليشيات المحلية لإنشاء قاعدة عسكرية في المنطقة.[2]
- 23 يناير - مقتل يوسف أحمد سرينلي قائد الشرطة في العاصمة مقديشو على يد مسلحين مجهولين، ومن المقرر أن تبدأ الحكومة الصومالية الجديدة في الانتقال من كينيا إلى الصومال في 1 فبراير [3]

### شهر فبراير
- 14 فبراير - الاتحاد الأفريقي يرسل فريقا إلى الصومال لتقييم الوضع الأمني في العاصمة مقديشو، بناء على طلب رئيس الحكومة الصومالية التي أُنشئت في إثيوبيا عبد الله يوسف نشر قوة حفظ سلام تابعة للاتحاد الأفريقي في سعي لممارسة الحكومة مهامها من الصومال، وواجهت دعوات الرئيس لنشر قوات حفظ سلام معارضة من بعض أطياف المجتمع وتظاهر آلاف الصوماليين في العاصمة مقديشو تنديدا بالخطوة.[4]
- 24 فبراير - الآلاف يستقبلون عبد الله يوسف أحمد وعلي محمد جيدي، قادة الحكومة الصومالية، ويقوم القادة بجولة استمرت لمدة أسبوع حول البلاد، على رأس وفد مهمته دراسة إمكانية نقل الحكومة من كينيا إلى الصومال. [5]
- 27 فبراير - بعض الوزراء وأمراء الحرب ينددون بمقترحات الحكومة لنشر قوات حفظ سلام أجنبية. [6]

### مايو
- 30 مايو - اندلاع معارك في مدينة بيدوا العاصمة المؤقتة المقترحة يهدد استقرار الحكومة الاتحادية الانتقالية في الصومال.[7]